# Großer Scheibenbauch
Der Große Scheibenbauch (Liparis liparis) ist eine Fischart aus der Familie der Scheibenbäuche (Liparidae). Sie kommt im nordöstlichen Atlantik rund um die Britischen Inseln, in der Nord- und Ostsee, an der Küste Norwegens, in der Barentssee, bei Nowaja Semlja, der Bäreninsel, bei Spitzbergen und an der Südküste Islands vor.

## Merkmale
Der Große Scheibenbauch wird 15 cm lang. Die Fische sind kaulquappenförmig mit einem großen Kopf und einem hinten spitz zulaufendem Körper. Die für Scheibenbäuche charakteristische und namensgebende, aus den Bauchflossen gebildete Saugscheibe ist größer als der Augendurchmesser. Auf jeder Kopfseite finden sich zwei Nasenöffnungen. Die lange Rückenflosse und die Afterflosse ragen über den Schwanzflossenstiel und überlappen teilweise die abgerundete Schwanzflosse. Große Scheibenbäuche sind bräunlich gefärbt und zeigen an ihren Körperseiten zahlreiche dunkelbraune Längsstreifen.

## Lebensweise
Der Große Scheibenbauch lebt vom Flachwasser bis in Tiefen von 300 Metern. Er ernährt sich vor allem von Krebstieren, daneben auch von kleinen Fischen und von Vielborstern. Die Fische vermehren sich in den Wintermonaten. Die einen Durchmesser von 1,5 mm aufweisenden Eier werden auf den Meeresboden abgelegt. Die Larven schlüpfen nach 6 bis 8 Wochen.